# България на Европейските игри 2015
България участва на първите европейски игри в Баку през 2015 със 127 спортиста. Знаменосец на делегацията е Мария Гроздева.
Борецът Даниел Александров печели първия медал за България от Европейски игри, като печели бронз в категория до 80 кг.

## Медалисти
- Габриела Стоева и Стефани Стоева – златен медал – бадминтон, отборно, жени
- Антоанета Бонева – сребърен медал – спортна стрелба, 25 метра пистолет
- Волейбол – сребърни медали, отборно, мъже
- Елица Янкова – сребърен медал – борба, свободен стил до 48 кг.
- Калина Стефанова – сребърен медал – самбо, категория до 60 кг.
- Даниел Александров – бронзов медал – борба, класически стил до 80 кг.
- Тайбе Юсеин – бронзов медал – борба, свободен стил до 60 кг.
- Евелина Николова – бронзов медал – борба, свободен стил до 55 кг.
- Магдалена Върбанова – бронзов медал – борба, категория до 52 кг.
- Петя Неделчева – бронзов медал – бадминтон, сингъл жени

## Стрелба с лък
- Мъже индивидуално – Явор Христов
- Жени индивидуално – Добромира Данаилова
- Смесен отбор – Явор Христов, Добромира Данаилова

## Бадминтон
- Мъже сингъл – Благовест Кисьов
- Жени сингъл – Линда Зечири, Петя Неделчева
- Мъже двойки – Лилян Михайлов, Михаил Михайлов
- Жени двойки – Стефани Стоева, Габриела Стоева

## Бокс
- Мъже 49 kg – Тинко Банабаков
- Мъже 52 kg – Данаил Асенов
- Мъже 56 kg – Стефан Иванов
- Мъже 60 kg – Елиан Димитров
- Мъже 64 kg – Айрин Исметов
- Мъже 69 kg – Симеон Чамов
- Мъже 81 kg – Радослав Пантелеев
- Мъже 91 kg – Кристиан Димитров
- Мъже +91 kg – Петър Белберов
- Жени 51 kg – Стойка Петрова
- Жени 54 kg – Станимира Петрова
- Жени 60 kg – Деница Елисеева

## Кану-каяк
- Мъже K1 200m – Мирослав Кирчев
- Мъже K1 1000m – Мирослав Кирчев
- Жени K1 500m – Беренике Фалдум
- Жени K1 5000m – Беренике Фалдум
- Мъже K2 200m – Галин Георгиев, Николай Милев

## Колоездене
- Мъже шосейно – Николай Михайлов, Стефан Христов

## Скокове във вода
- Мъже 1 метър трамплин – Димитър Исаев, Богомил Коняшки
- Мъже 3 метра трамплин – Димитър Исаев, Богомил Коняшки
- Мъже 5, 7.5, 10 метра кула – Димитър Исаев
- Мъже 3 метра синхрон трамплин – Димитър Исаев, Богомил Коняшки

## Фехтовка
- Мъже шпага – Деян Добрев
- Мъже сабя – Атанас Арнаудов

## Гимнастика

### Акробатика
- Смесени двойки – Алекс Жеков, Елена Великова

### Спортна гимнастика
- Жени – Ралица Милева, Албена Златкова, Валентина Рашкова
- Мъже – Александър Батинков, Мартин Ангелов, Йордан Александров

### Художествена гимнастика
България класира една спортистка още през 2013 година по време на европейското първенство.
- Индивидуално – Мария Матева, Невяна Владинова
- Отборно – Михаела Маевска, Ренета Камберова, Цветелина Найденова, Цветелина Стоянова, Християна Тодорова

### Батут
- Жени индивидуално – Валерия Йорданова, Симона Иванова
- Жени синхронно – Валерия Йорданова, Симона Иванова

## Джудо
- Мъже 60 kg – Янислав Герчев
- Мъже 81 kg – Ивайло Иванов
- Жени 57 kg – Ивелина Илиева

## Карате
- Жени 68 kg – Борислава Ганева

## Самбо
- Мъже 57 kg – Борислав Янаков
- Мъже 74 kg – Мартин Иванов
- Жени 52 kg – Магдалена Върбанова
- Жени 60 kg – Калина Стефанова
- Жени 64 kg – Ваня Иванова
- Жени 68 kg – Габриела Гигова

## Стрелба
- Мъже 10 метра въздушен пистолет – Самиул Донков
- Мъже 50 метра пистолет – Самиул Донков
- Мъже 50 метра пушка три позиции – Антон Ризов
- Мъже пушка легнала позиция – Антон Ризов
- Жени 10 метра въздушен пистолет – Мария Гроздева, Антоанета Бонева
- Жени 25 метра пистолет – Мария Гроздева, Антоанета Бонева
- 50 метра пистолет смесени двойки – Самиул Донков, Антоанета Бонева

## Плуване
- Мъже 50 метра бруст – Матю Ценков
- Мъже 100 метра бруст – Матю Ценков
- Мъже 200 метра бруст – Матю Ценков
- Мъже 200 метра индивидуална щафета – Калоян Николов
- Мъже 400 метра индивидуална щафета – Калоян Николов
- Жени 50 метра свободен стил – Диана Петкова
- Жени 1000 метра свободен стил- Диана Петкова
- Жени 50 метра бруст – Бояна Томова
- Жени 100 метра бруст – Диана Петкова, Бояна Томова
- Жени 200 метра бруст – Бояна Томова
- Жени 200 метра индивидуална щафета – Диана Петкова

## Синхронно плуване
- Дует – Михаела Пеева, Мария Киркова

## Тенис на маса
Жени сингъл – Анелия Карова

## Таекуондо
- Мъже 68 kg – Владимир Далаклиев
- Мъже 80 kg – Теодор Георгиев

## Триатлон
- Мъже – Емил Стойнев
- Жени – Христа Стойнев

## Волейбол

### В зала
- Мъже – Георги Братоев, Розалин Пенчев, Мартин Божилов, Светослав Гоцев, Данаил Милушев, Бранимир Грозданов, Добромир Димитров, Валентин Братоев, Жани Желязков, Тодор Алексиев, Николай Николов, Борислав Апостолов, Венцислав Рагин, Петър Каракашиев, Цветомир Чернокожев
- Жени – Диана Ненова, Нася Димитрова, Лора Китипова, Добрияна Рабаджиева, Габриела Коева, Гергана Димитрова, Христина Русева, Мирослава Паскова, Силвана Чаушева, Мария Филипова, Жана Тодорва, Елица Василева, Мира Тодорова, Емилия Николова

### Плажен
Жени – Ирена Мишонова, Светла Ангелова

## Борба

### Мъже

#### Свободен стил
- 57 kg – Владимир Дъбов
- 61 kg – Радослав Великов
- 65 kg – Борислав Новачков
- 70 kg – Мирослав Киров
- 74 kg – Кирил Терзиев
- 86 kg – Георги Средков
- 97 kg – Драгомир Стойчев
- 125 kg – Димитър Кумчев

#### Класически стил
- 59 kg – Александър Костадинов
- 66 kg – Константин Стас
- 71 kg – Свилен Костадинова
- 75 kg – Явор Янакиев
- 80 kg – Даниел Александров
- 85 kg – Николай Байряков
- 98 kg – Владислав Методиев
- 130 kg – Милослав Методиев

### Жени

#### Свободен стил
- 48 kg – Елица Янкова
- 53 kg – Пепа Димитрова
- 55 kg – Евелина Николова
- 58 kg – Мими Христова
- 60 kg – Тайбе Юсеин
- 63 kg – Елина Васева
- 69 kg – Джанан Манолова
- 75 kg – Станка Златева